# 건축 양식

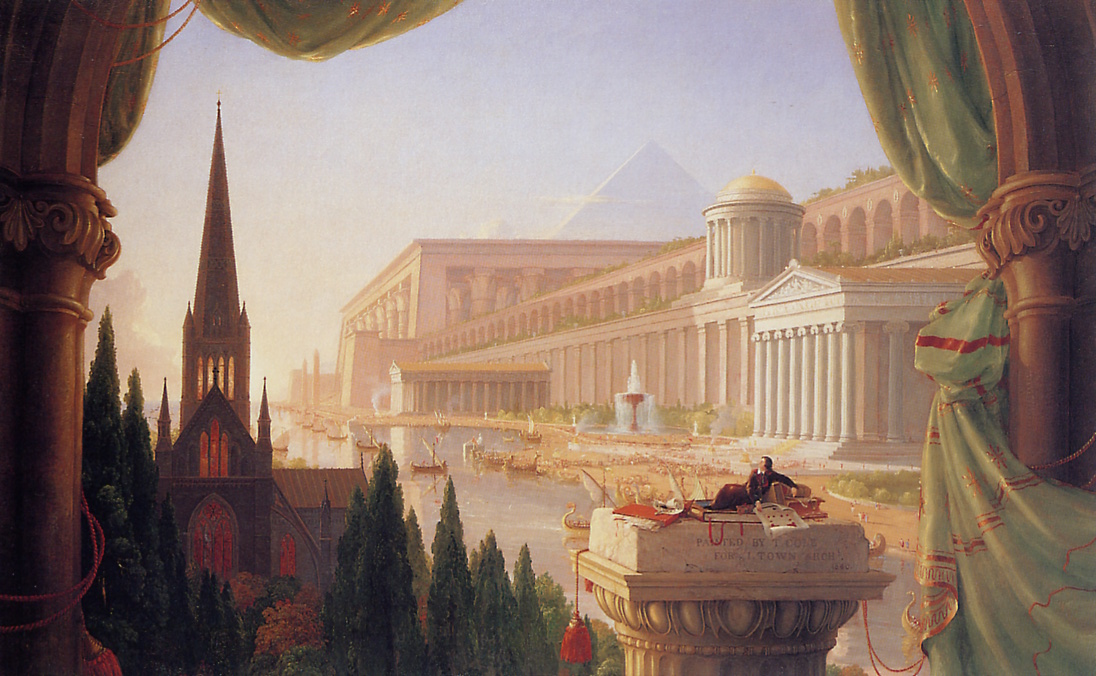

조형적 특징이다. 형태, 기술, 물질, 기간, 지역 등의 영향을 이용하여 건축을 분류하는 것을 가리킨다. 이는 건축의 진화와 역사 연구와 관련된다. 건축의 역사에서 이를테면 고딕 건축의 연구는 이러한 구조적 설계와 건축에 포함되는 전반적인 문화적 환경을 포함한다. 그러므로 건축 양식은 디자인 기능을 강조한 건축을 분류하는 하나의 방법이며 이를 통해 고딕 양식과 같은 용어가 생겨나게 되었다.
빅토리아 앨버트 박물관은 10가지 건축 양식을 4개로 간략히 분류하여 인터랙티브 온라인 마이크로사이트를 통해 관리하고 있다.
- 현대 건축, 하이테크 건축, 포스트모던 건축
- 동아시아 건축, 남아시아 건축, 스페인 이슬람 건축
- 고딕 건축, 고딕 부활 건축
- 고전주의 건축, 고전 부활 건축

## 같이 보기
- 역사주의 건축
- 건축의 역사